# Lnianek (wieś)
Lnianek (niem. Sternbach) – wieś w Polsce, położona w województwie kujawsko-pomorskim, w powiecie świeckim, w gminie Lniano wchodzi w skład sołectwa Mszano.
W latach 1975–1998 miejscowość administracyjnie należała do województwa bydgoskiego.
Znajduje się tutaj zespół dworsko-parkowy obejmujący dwór z 1. połowy XIX w. oraz park. Kilka drzew na terenie parku uznano za pomniki przyrody w 1993 roku:
| Nr | Nazwa             | Sztuk | Obwód            |
| 1. | Lipa drobnolistna | 3     | 318, 575, 630 cm |
| 2. | Klon zwyczajny    | 1     | 283 cm           |
| 3. | Dąb bezszypułkowy | 3     | 314, 329, 377 cm |
| 4. | Dąb szypułkowy    | 12    | od 253 do 334 cm |